# Neues Rathaus (Einbeck)

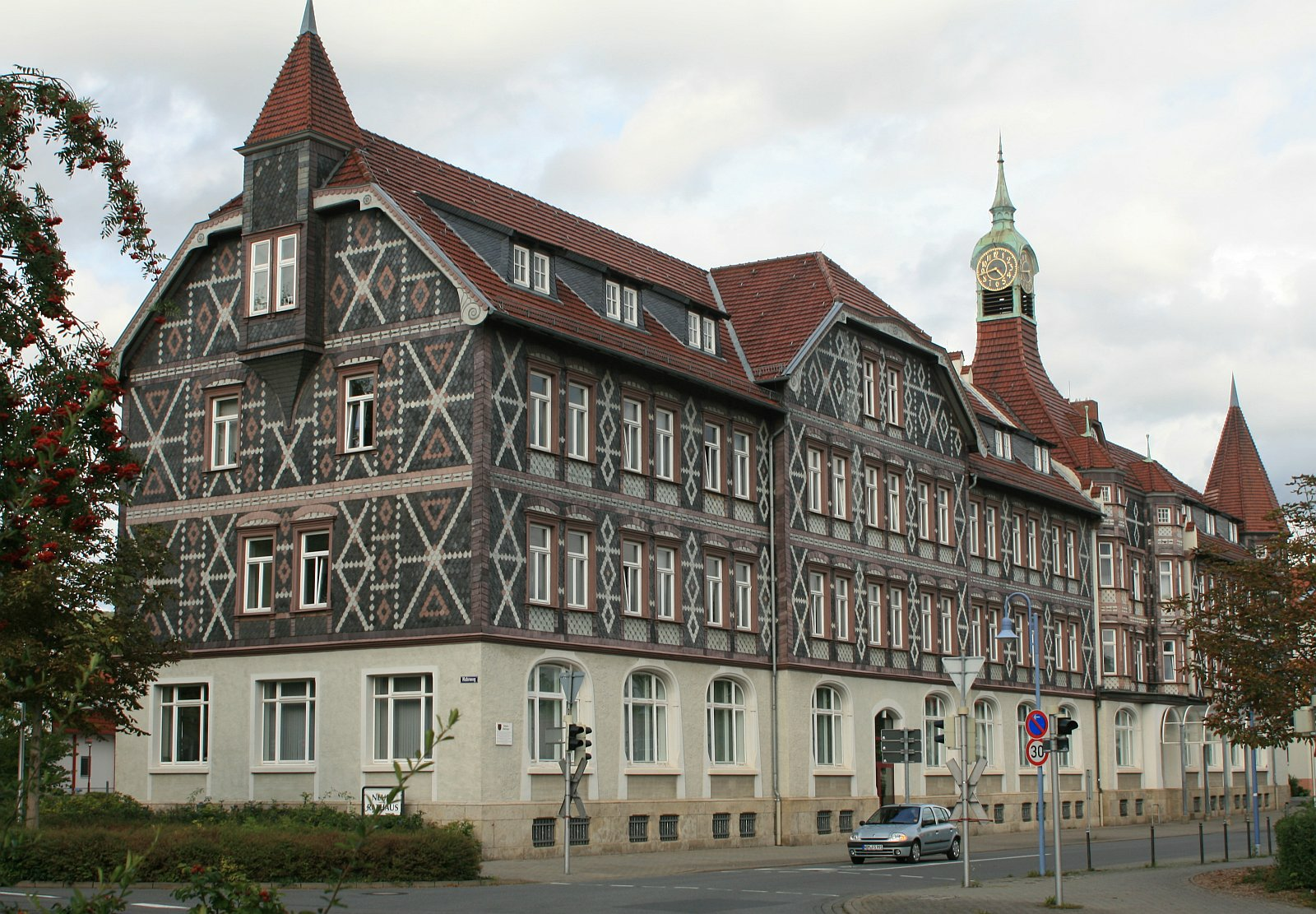
Neues Rathaus Einbeck

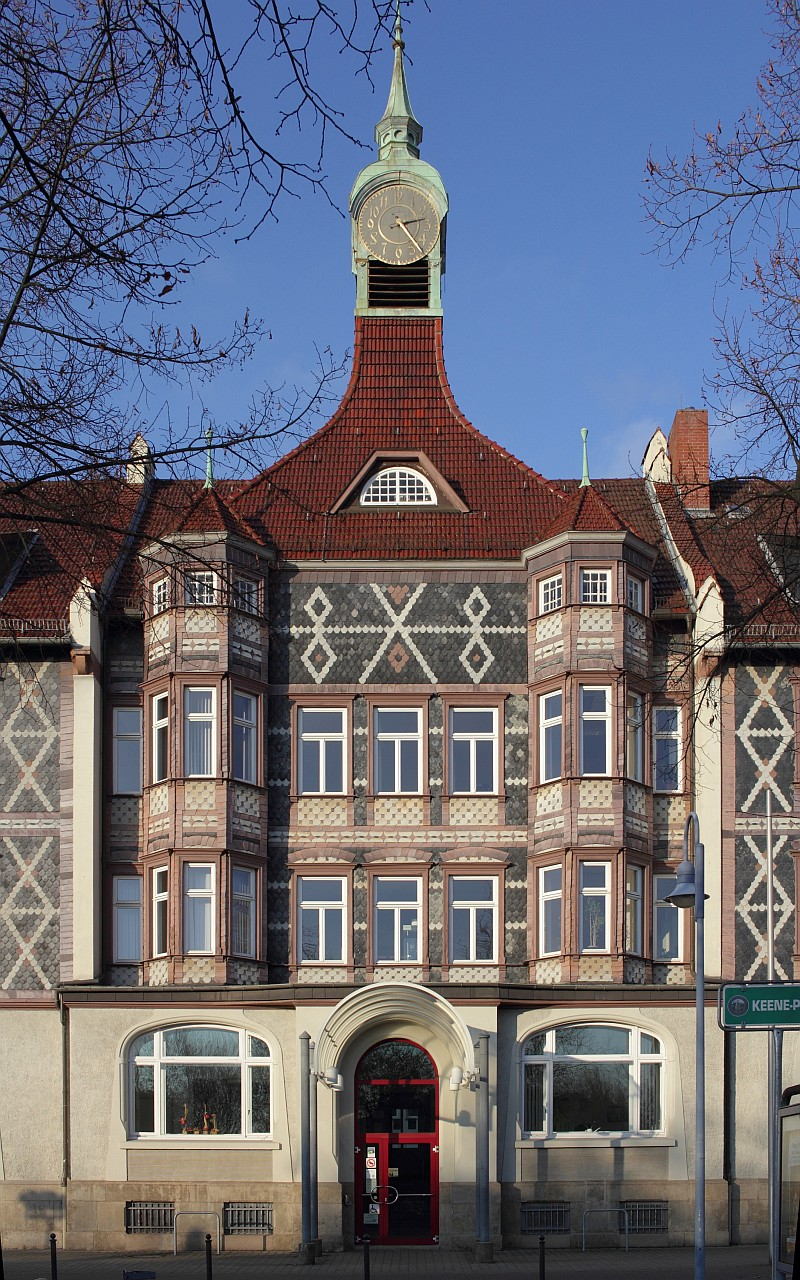
Südfassade mit Uhr

Das Neue Rathaus ist ein Bauwerk in der niedersächsischen Stadt Einbeck und dort Sitz der Stadtverwaltung sowie der lokalen Agentur für Arbeit.

## Lage und Umgebung
Das Gelände befindet sich nordöstlich der Altstadt Einbecks am ehemaligen Ostertor. Zwischen Altstadt und Rathaus verlaufen die Gleise der Ilmebahn. Auf der gegenüberliegenden Seite befindet sich die Josefskirche sowie der Park des ehemaligen Alexandristifts. Der ostseitige Vorplatz des Rathauses wurde 2012 zum Keene-Platz erklärt, nach der Partnerstadt Keene.

## Geschichte
Das Gebäude wurde um 1869 als Kaserne für die Preußische Armee im Bezirk für das XI. Armee-Korps am Ostertor der Stadtbefestigung errichtet. Es handelte sich um die erste Kaserne auf dem Gebiet der Provinz Hannover. Bis 1896 wurde das Gebäude militärisch genutzt, danach bis 1906 als Berufsschule. 1907 kaufte Stukenbrok das Bauwerk, ließ es auf der Westseite erweitern und nutzte es fortan als Kontorhaus der Firma. Später wurde es Teil der Firma Heidemann, die wie Stukenbrok Fahrräder produzierte. Heidemann stellte die Produktion auf Autoteile um, erweiterte das Werk mit einem Teil der Borgward-Belegschaft um den Standort Rotenburg und verlagerte die Produktion in Einbeck in das westliche Gewerbegebiet der Stadt. Heidemann verkaufte den Gründungsstandort 1995 an einen Investor und die anderen Standorte 1999 an Dura Automotive Systems. 1996 ließ der Investor den Bau innen sanieren. 1997 zogen Verwaltung und politische Gremien aus dem Alten Rathaus hierher um, nachdem man mit dem Investor einen Mietvertrag geschlossen hatte. 2015 sprach sich die Ratsmehrheit für den Kauf des Bauwerks aus.

## Architektur
Es handelt sich um ein mehrstöckiges Fachwerkhaus. Das Dach ist mit Ziegeln gedeckt, das auf der Ostseite in der Art eines Glockenturmes abschließt und eine Uhr hat sowie weitere Elemente wie einige Schleppgauben. Die Fassaden weisen eine Schieferdeckung auf, wobei sich durch Zweifarbigkeit Muster ergeben. Durch den westseitigen Anbau ergibt sich ein Gebäudekomplex in Hufeisenform.